# 不可分債権
不可分債権（ふかぶんさいけん）とは、多数当事者間の債権債務関係の一つで、債権の目的がその性質上不可分である債権。
2017年の改正前の民法428条では不可分債権は「債権がその性質上又は当事者の意思によって不可分」の債権とされていた。しかし、2017年改正の民法（2020年4月1日法律施行）で連帯債権の規定が新設されるなど多数当事者間の債権関係の区分が整理され、性質上不可分な場合は不可分債権、性質上可分で法令の規定又は当事者の合意により数人が連帯して債権を有するときは連帯債権が成立すると改められた。この改定で当事者の合意による場合の不可分債権はなくなり連帯債権として扱われることになった。
2017年改正の民法（2020年4月1日法律施行）で不可分債権には連帯債権の規定（433条及び435条の規定を除く）が準用されることになった（428条）。
- 民法は、以下で条数のみ記載する。

## 不可分債権の対外的効力
不可分債権における各債権者の債務者に対する関係（対外的効力）については、各債権者は、全ての債権者のために全部又は一部の履行を請求することができ、債務者は、全ての債権者のために各債権者に対して履行をすることができる（428条・432条）。

## 不可分債権の対内的効力
不可分債権の一人の債権者と債務者間に一定の事由が生じた場合の他債権者と債務者との関係（対内的効力）については、一人の債権者と債務者の間に弁済（供託や代物弁済を含む）、請求（428条・432条）、相殺（428条・434条）が生じた場合にのみ、これらは他の債権者と債務者との関係にも効力を及ぼす絶対的効力（絶対効）が認められている（428条による連帯債権の規定の準用）。
これ以外の事由については、不可分債権者の一人の行為又は一人について生じた事由には相対的効力（相対効）しかなく、他の不可分債権者に対してその効力を生じない（428条・435条の2本文）。ただし、他の不可分債権者の一人及び債務者が別段の意思を表示したときは、当該他の不可分債権者に対する効力は、その意思に従うとされている（428条・435条の2ただし書）。 
不可分債権者の一人と債務者との間に更改又は免除があった場合においても、相対的効力しかなく他の債権者には影響を及ぼさないため、他の不可分債権者は、債務の全部の履行を請求することができる（429条1項本文）。ただし、この場合においては、その一人の不可分債権者がその権利を失わなければ分与されるべき利益を債務者に償還しなければならない（429条1項但書）。

## 分割債権への変更
不可分債権が分割可能な債権となったときは、各債権者は自己が権利を有する部分についてのみ履行を請求することができる（431条）。